# 佩切伊
佩切伊，是匈牙利维斯普雷姆州所辖的一个村，总面积20.01平方公里，总人口535，人口密度26.7人/平方公里（2010年1月1日）。